# حلقه محلی

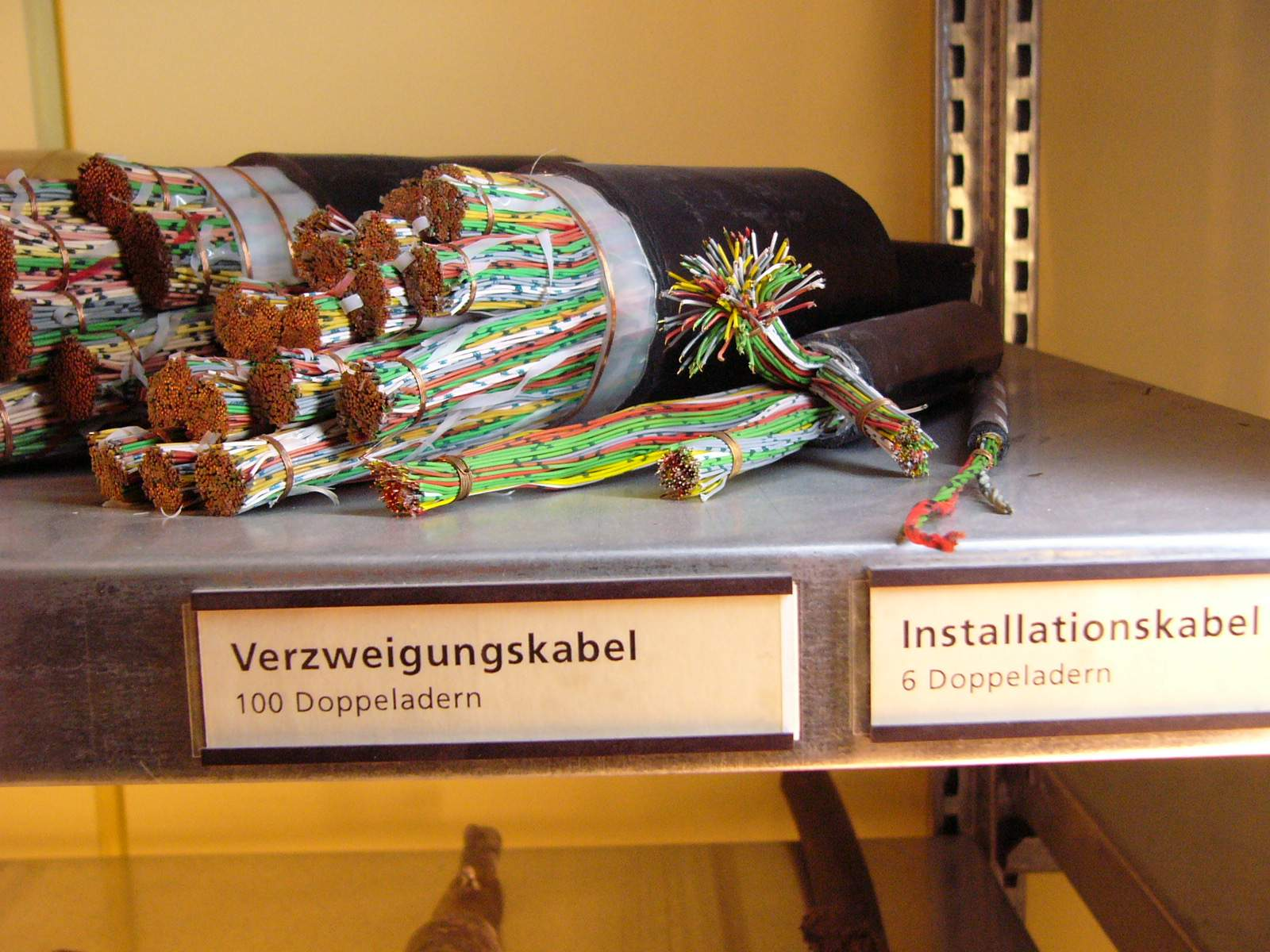
انواع کابل های تلفن

در مکالمه تلفنی حلقه محلی یا خط مشترک به لینک یا مداری گفته می‌شود که سرحدات را به حامل مشترک یا شبکۀ ارائه دهنده خدمات مخابراتی متصل می کند.
کابل مسی یا فیبر نوری که تجهیزات داخل ساختمان مشتری را به مخابرات محلی متصل می کند و گاهی آخرین مایل هم نامیده می شود .